# Салгальская волость
Салгальская волость (латыш. Salgales pagasts) — одна из семнадцати территориальных единиц Елгавского края Латвии.. Находится на правом берегу реки Лиелупе. Граничит с Ценской, Яунсвирлаукской волостями своего края, Олайнской волостью Олайнского края, Иецавской, Межотненской, Виестурской волостями Бауского края.
Крупнейшими населёнными пунктами волости являются: Эмбурга (волостной центр), Аучи, Гароза, Озолкалны, Плани, Пурвини, Ренцелес.
По территории волости протекают реки: Гарозе, Иецава, Лиелупе, Мизупите, Подзите, Ренгеле, Смакупе.

## История
До 1925 года волость называлась Эмбургской (Анненбургской). В 1945 году в Салгальской волости Елгавского уезда был создан Сидрабенский сельсовет. После упразднения Салгальской волости в 1949 году Сидрабенский сельсовет был включён поочерёдно в состав Елгавского 1949—1962, 1967—1990) и Бауского районов (1962—1967).
В 1954 году к Сидрабенскому сельсовету был присоединён ликвидированный Салгальский сельсовет. В 1963 году — ликвидированный Гарозский сельсовет. В 1974 году — часть территории колхоза «Друва» Ценского сельсовета.
В 1990 году Сидрабенский сельсовет был реорганизован в волость. В 2009 году, в ходе административно-территориальной реформы, Сидрабенская волость вошла в состав Озолниекского края. 3 августа 2011 года Сидрабенская волость была переименована в Салгальскую.
В 2021 году в результате новой административно-территориальной реформы Озолниекский край был упразднён, Салгальская волость была включена в Елгавский край.

## Галерея

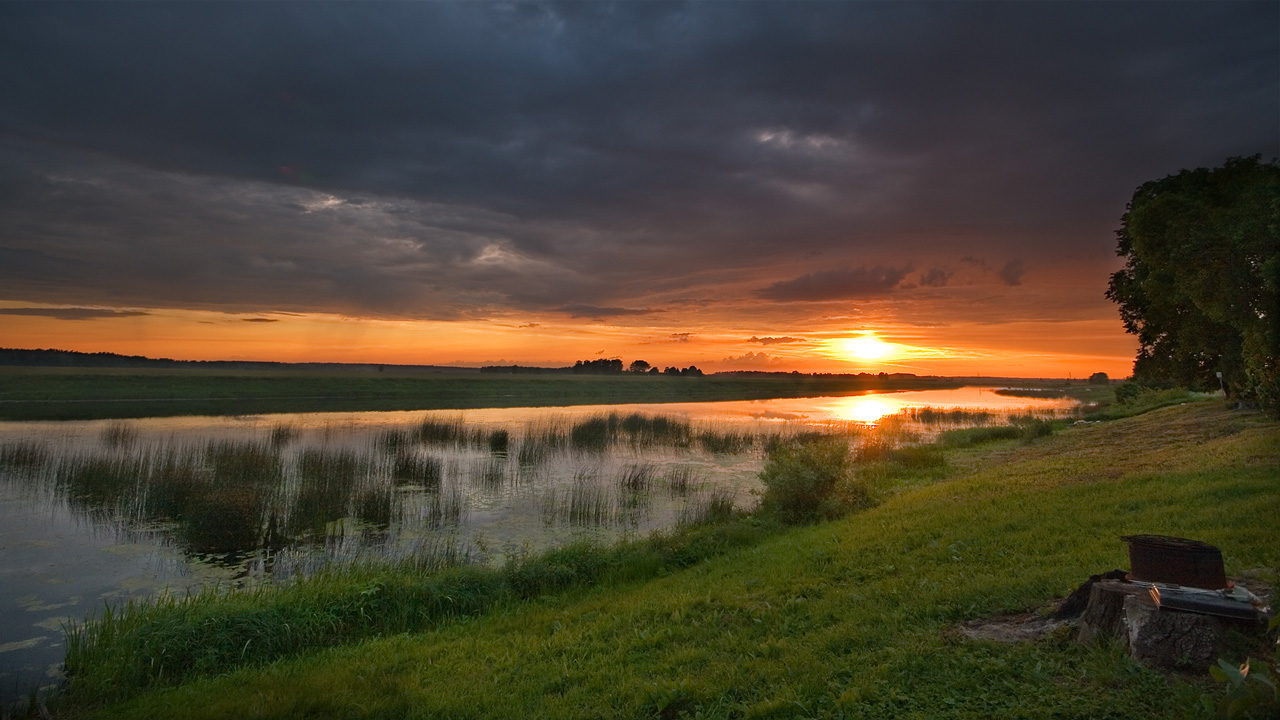
Закат над Лиелупе
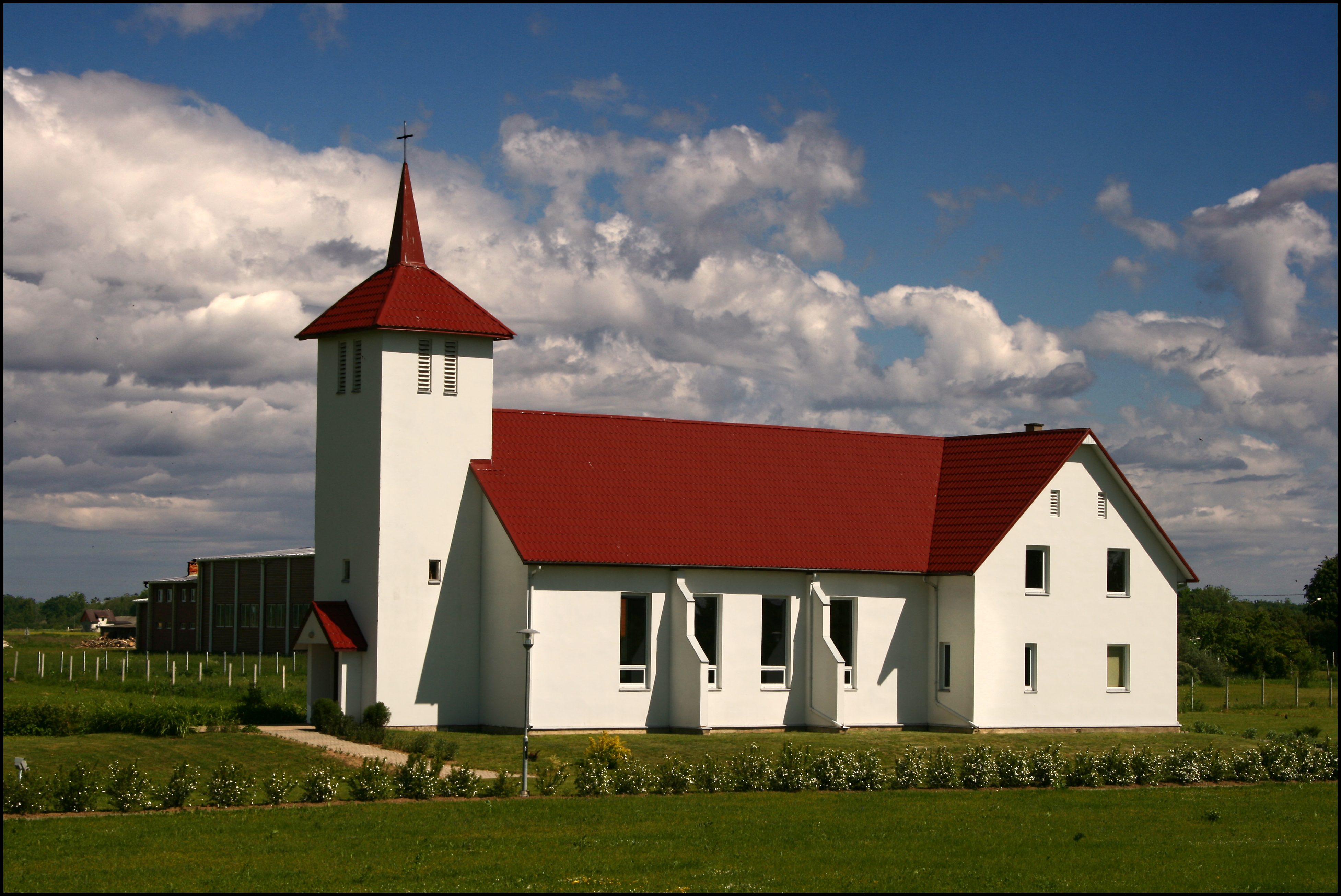
Церковь в Эмбурге
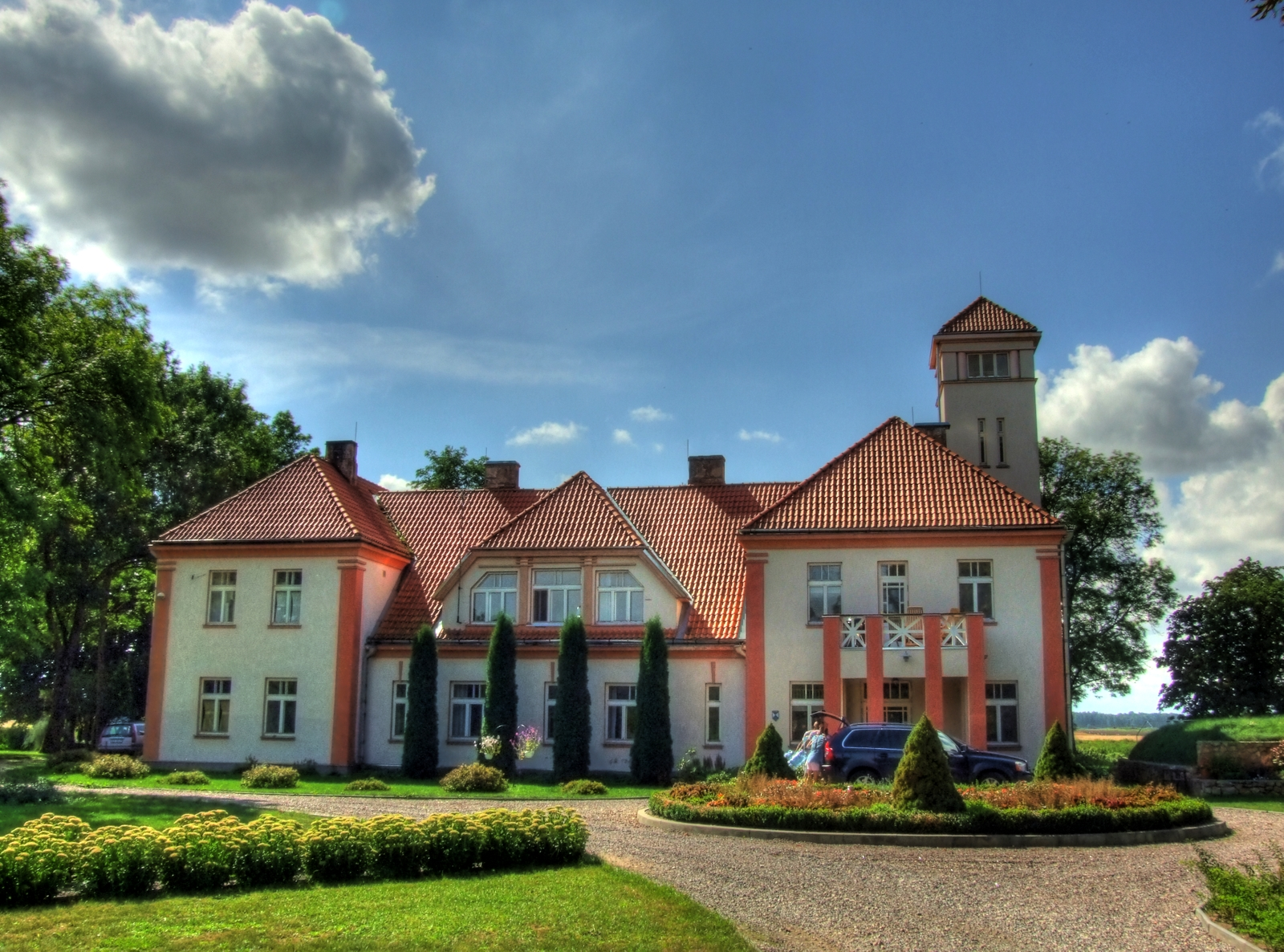
Усадьба Аучи, дом семьи первого президента Латвии Яниса Чаксте
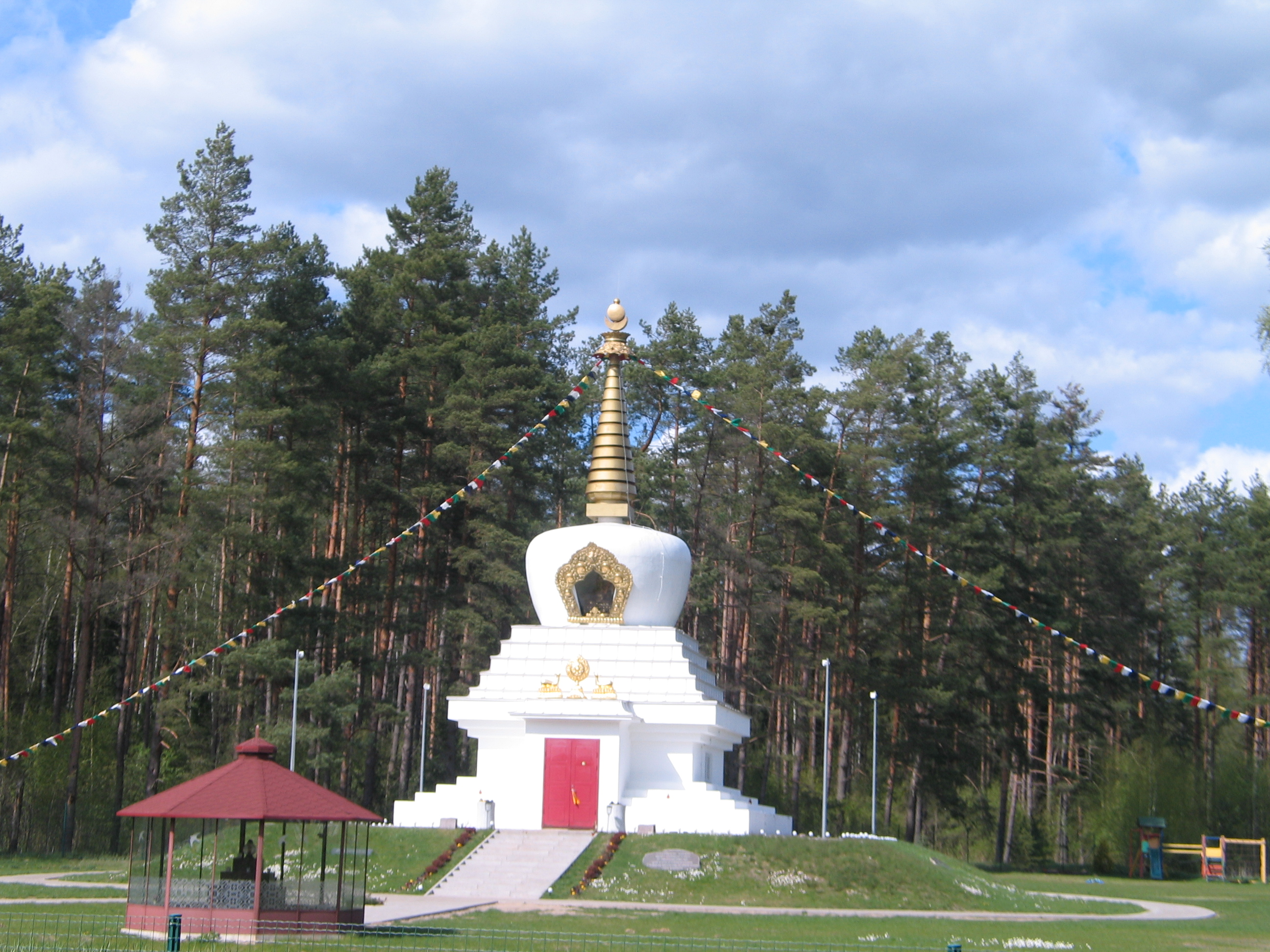
Ступа Мира у посёлка Гароза
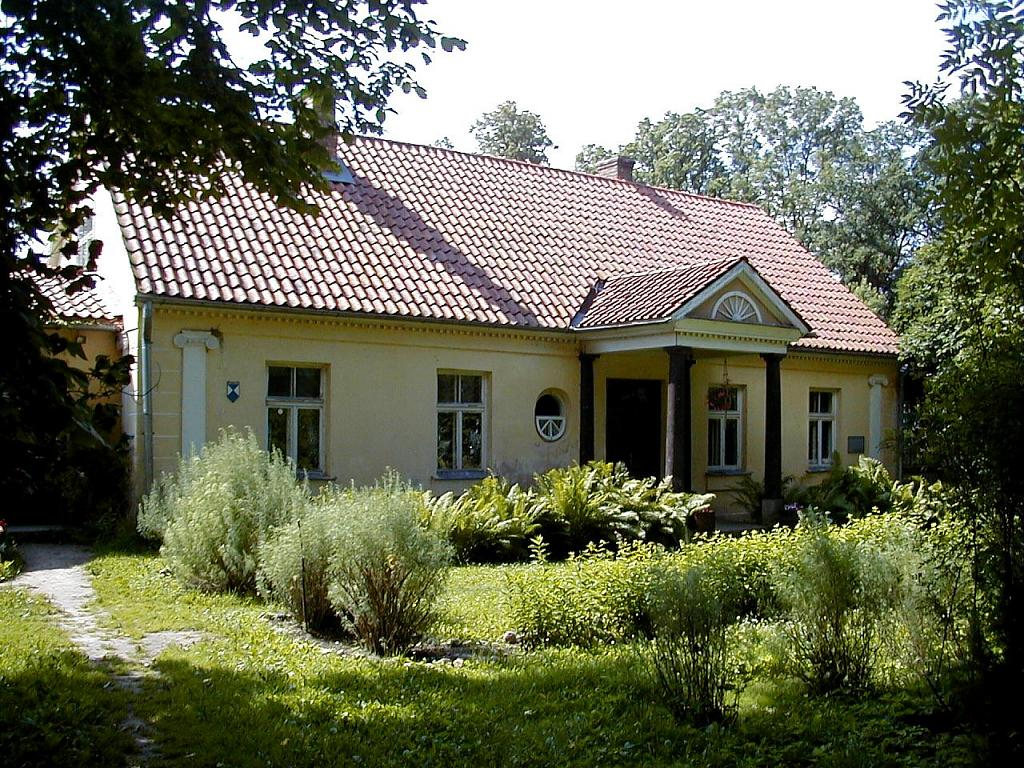
Биллите (дом писателя Эдварта Вирзы)
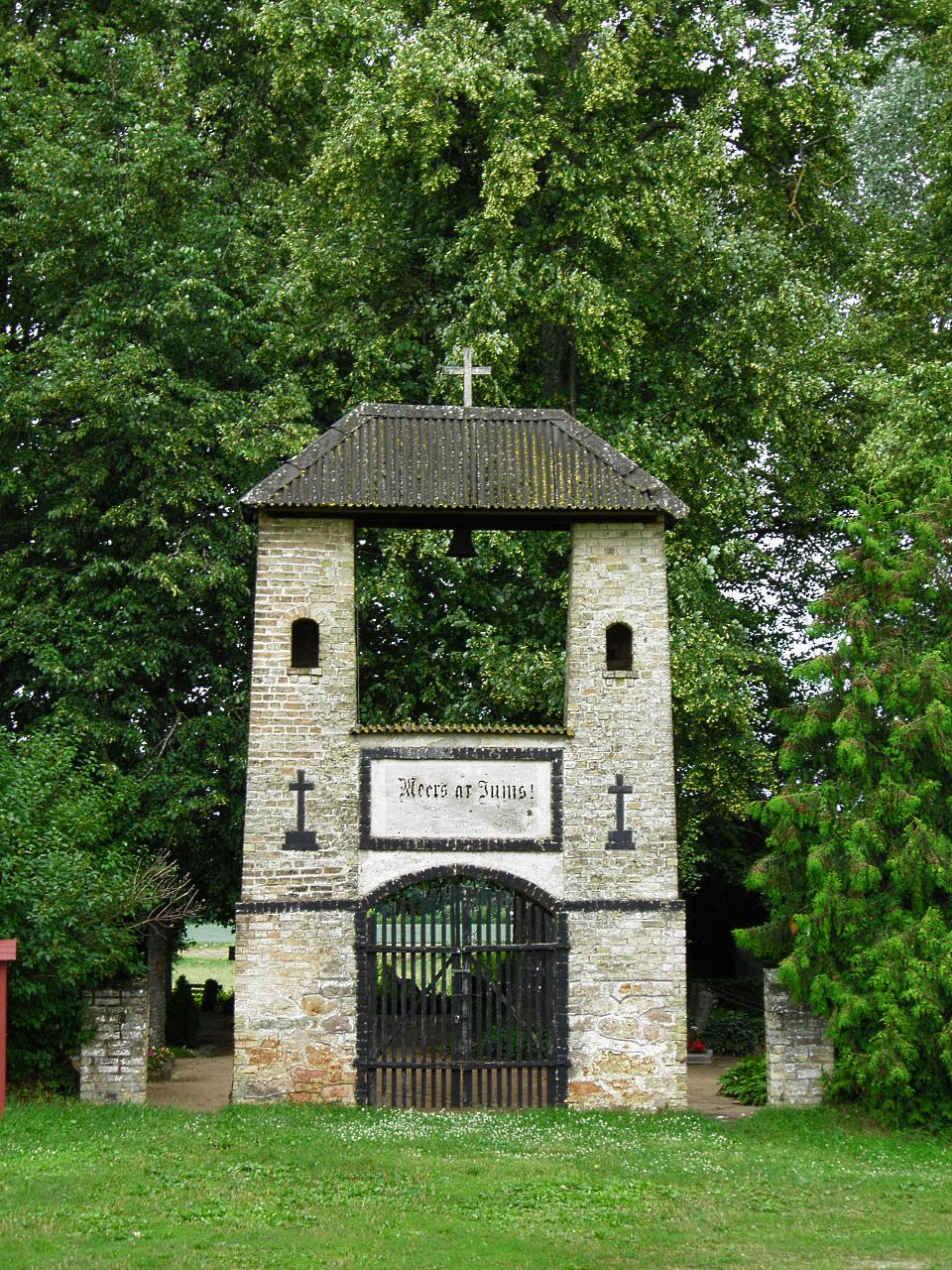
Ворота кладбища в Эмбурге
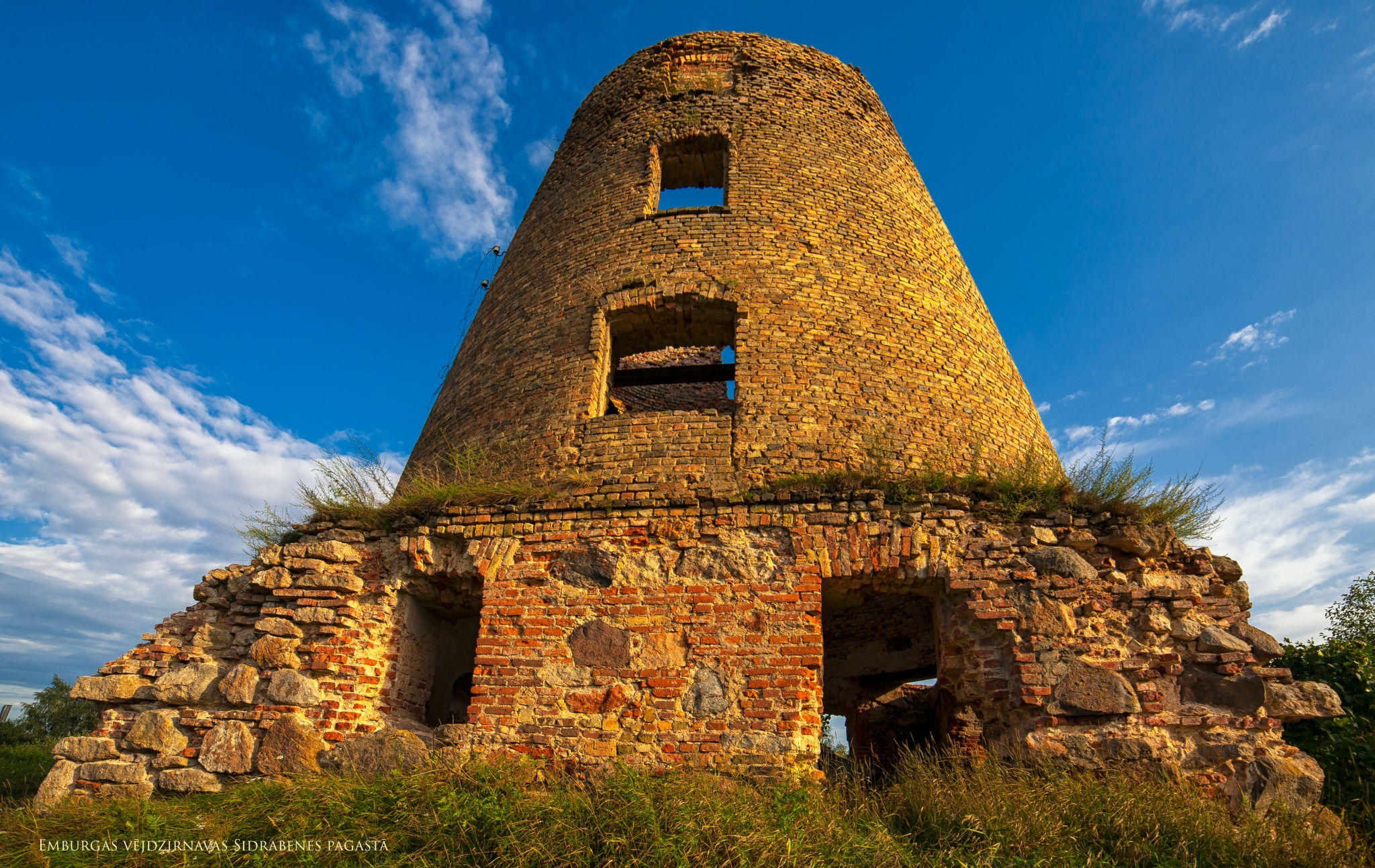
Руины ветряной мельницы в Эмбурге
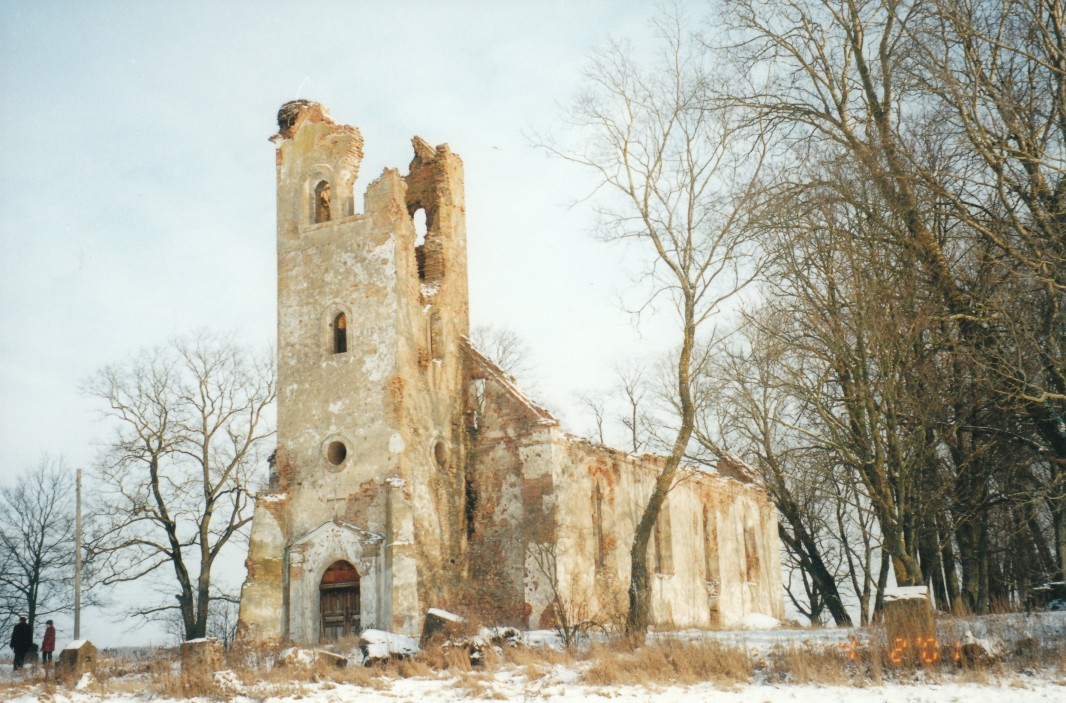
Руины церкви в Салгале